# Coppa Italia Serie C 1991-1992
La Coppa Italia di Serie C 1991-1992 fu la ventesima edizione del trofeo (ex-Coppa Italia Semiprofessionisti) riservato alle 96 squadre partecipanti alla Serie C1 e alla C2.
L'edizione fu vinta per la prima volta dalla Sambenedettese, che superò in finale il Siena.
All’interno di un pacchetto di riforme varate dalla Lega di C che comprendevano la cancellazione di un girone di Serie C2 e l’introduzione dei playoff, nella coppa venne per la prima volta eliminato il criterio della viciniorità dai quarti di finale.

## Risultati

### Fase eliminatoria a gironi
Alla prima fase presero parte 86 squadre di Serie C1 e Serie C2; queste furono divise in 17 gironi (sedici da cinque squadre e uno da sei) e disputarono gare di sola andata. Le prime classificate di ogni girone e le cinque migliori seconde furono ammesse direttamente alla fase finale.

#### Gironi
Le gare furono disputate tra il 18 agosto ed il 3 settembre 1991.

##### Girone A
|             | ALE  | CAS  | CUN  | NOV  | SPE  |
| ----------- | ---- | ---- | ---- | ---- | ---- |
| Alessandria | –––– | N.D. | 2-0  | N.D. | 4-2  |
| Casale      | 0-1  | –––– | N.D. | 0-2  | N.D. |
| Cuneo       | N.D. | 0-0  | –––– | 4-2  | N.D. |
| Novara      | 2-1  | N.D. | N.D. | –––– | 0-1  |
| Spezia      | N.D. | 1-0  | 1-0  | N.D. | –––– |

| Pos. | Squadra     | Pt | G | V | N | P | GF | GS | DR |
| ---- | ----------- | -- | - | - | - | - | -- | -- | -- |
| 1.   | Alessandria | 6  | 4 | 3 | 0 | 1 | 8  | 4  | +4 |
| 2.   | Spezia      | 6  | 4 | 3 | 0 | 1 | 5  | 4  | +1 |
| 3.   | Novara      | 4  | 4 | 2 | 0 | 2 | 6  | 6  | 0  |
| 4.   | Cuneo       | 3  | 4 | 1 | 1 | 2 | 4  | 5  | -1 |
| 5.   | Casale      | 1  | 4 | 0 | 1 | 3 | 0  | 4  | -4 |

##### Girone B
|            | AOS  | LEG  | PAV  | SOL  | VAR  |
| ---------- | ---- | ---- | ---- | ---- | ---- |
| Aosta      | –––– | N.D. | 1-0  | 0-0  | N.D. |
| Legnano    | 1-1  | –––– | N.D. | N.D. | 0-1  |
| Pavia      | N.D. | 1-0  | –––– | 1-2  | N.D. |
| Solbiatese | N.D. | 1-1  | N.D. | –––– | 0-1  |
| Varese     | 3-0  | N.D. | 2-0  | N.D. | –––– |

| Pos. | Squadra    | Pt | G | V | N | P | GF | GS | DR |
| ---- | ---------- | -- | - | - | - | - | -- | -- | -- |
| 1.   | Varese     | 8  | 4 | 4 | 0 | 0 | 7  | 0  | +7 |
| 2.   | Solbiatese | 4  | 4 | 1 | 2 | 1 | 3  | 3  | 0  |
| 3.   | Aosta      | 4  | 4 | 1 | 2 | 1 | 2  | 4  | -2 |
| 4.   | Legnano    | 2  | 4 | 0 | 2 | 2 | 2  | 4  | -2 |
| 5.   | Pavia      | 2  | 4 | 1 | 0 | 2 | 2  | 5  | -3 |

##### Girone C
|                  | LEC  | LEF  | PAL  | PSE  | VIR  |
| ---------------- | ---- | ---- | ---- | ---- | ---- |
| Lecco            | –––– | 1-0  | N.D. | N.D. | 1-0  |
| Leffe            | N.D. | –––– | 2-1  | N.D. | 0-1  |
| Palazzolo        | 1-2  | N.D. | –––– | 1-0  | N.D. |
| Pro Sesto        | 3-0  | 0-0  | N.D. | –––– | N.D. |
| Virescit Bergamo | N.D. | N.D. | 1-2  | 0-1  | –––– |

| Pos. | Squadra          | Pt | G | V | N | P | GF | GS | DR |
| ---- | ---------------- | -- | - | - | - | - | -- | -- | -- |
| 1.   | Lecco            | 6  | 4 | 3 | 0 | 1 | 4  | 4  | 0  |
| 2.   | Pro Sesto        | 5  | 4 | 2 | 1 | 0 | 4  | 1  | +3 |
| 3.   | Palazzolo        | 4  | 4 | 2 | 0 | 2 | 5  | 5  | 0  |
| 4.   | Leffe            | 3  | 4 | 1 | 1 | 2 | 2  | 3  | -1 |
| 5.   | Virescit Bergamo | 2  | 4 | 1 | 0 | 3 | 2  | 4  | -2 |

##### Girone D
|             | CAR  | FIO  | MAN  | PER  | SUZ  |
| ----------- | ---- | ---- | ---- | ---- | ---- |
| Carpi       | –––– | 1-0  | N.D. | 1-1  | N.D. |
| Fiorenzuola | N.D. | –––– | 1-1  | 3-0  | N.D. |
| Mantova     | 2-0  | N.D. | –––– | N.D. | 1-2  |
| Pergocrema  | N.D. | N.D. | 2-2  | –––– | 1-0  |
| Suzzara     | 1-0  | 1-1  | N.D. | N.D. | –––– |

| Pos. | Squadra     | Pt | G | V | N | P | GF | GS | DR |
| ---- | ----------- | -- | - | - | - | - | -- | -- | -- |
| 1.   | Suzzara     | 5  | 4 | 2 | 1 | 1 | 4  | 3  | +1 |
| 2.   | Fiorenzuola | 4  | 4 | 1 | 2 | 1 | 5  | 3  | +2 |
| 3.   | Mantova     | 4  | 4 | 1 | 2 | 1 | 6  | 5  | +1 |
| 4.   | Pergocrema  | 4  | 4 | 1 | 2 | 1 | 4  | 6  | -2 |
| 5.   | Carpi       | 3  | 4 | 1 | 1 | 2 | 2  | 4  | -2 |

##### Girone E
|             | CHI  | OSP  | TRE  | VAL  | VIC  |
| ----------- | ---- | ---- | ---- | ---- | ---- |
| Chievo      | –––– | 0-0  | 0-1  | N.D. | N.D. |
| Ospitaletto | N.D. | –––– | 1-3  | 1-2  | N.D. |
| Trento      | N.D. | N.D. | –––– | 1-0  | 2-0  |
| Valdagno    | 1-5  | N.D. | N.D. | –––– | 0-1  |
| Vicenza     | 1-0  | 1-1  | N.D. | N.D. | –––– |

| Pos. | Squadra     | Pt | G | V | N | P | GF | GS | DR |
| ---- | ----------- | -- | - | - | - | - | -- | -- | -- |
| 1.   | Trento      | 8  | 4 | 4 | 0 | 0 | 7  | 1  | +6 |
| 2.   | Vicenza     | 5  | 4 | 2 | 1 | 1 | 3  | 3  | 0  |
| 3.   | Chievo      | 3  | 4 | 1 | 1 | 2 | 5  | 3  | +2 |
| 4.   | Ospitaletto | 2  | 4 | 0 | 2 | 2 | 3  | 6  | -3 |
| 5.   | Valdagno    | 2  | 4 | 1 | 0 | 3 | 3  | 8  | -5 |

##### Girone F
|              | BAR  | CEN  | RAV  | RIM  | SPA  |
| ------------ | ---- | ---- | ---- | ---- | ---- |
| Baracca Lugo | –––– | 2-0  | 1-0  | N.D. | N.D. |
| Centese      | N.D. | –––– | N.D. | 1-0  | 0-4  |
| Ravenna      | N.D. | 2-0  | –––– | N.D. | 4-2  |
| Rimini       | 1-0  | N.D. | 1-1  | –––– | N.D. |
| SPAL         | 1-0  | N.D. | N.D. | 3-1  | –––– |

| Pos. | Squadra      | Pt | G | V | N | P | GF | GS | DR |
| ---- | ------------ | -- | - | - | - | - | -- | -- | -- |
| 1.   | SPAL         | 6  | 4 | 3 | 0 | 1 | 10 | 5  | +5 |
| 2.   | Ravenna      | 5  | 4 | 2 | 1 | 1 | 7  | 4  | +3 |
| 3.   | Baracca Lugo | 4  | 4 | 2 | 0 | 2 | 3  | 2  | +1 |
| 4.   | Rimini       | 3  | 4 | 1 | 1 | 2 | 3  | 5  | -2 |
| 5.   | Centese      | 2  | 4 | 1 | 0 | 3 | 1  | 8  | -7 |

##### Girone G
|           | CAR  | MAS  | PIS  | PRA  | VIA  |
| --------- | ---- | ---- | ---- | ---- | ---- |
| Carrarese | –––– | 0-1  | N.D. | N.D. | 1-1  |
| Massese   | N.D. | –––– | 2-0  | 3-2  | N.D. |
| Pistoiese | 0-0  | N.D. | –––– | N.D. | 1-0  |
| Prato     | 0-0  | N.D. | 0-0  | –––– | N.D. |
| Viareggio | N.D. | 0-2  | N.D. | 0-1  | –––– |

| Pos. | Squadra   | Pt | G | V | N | P | GF | GS | DR |
| ---- | --------- | -- | - | - | - | - | -- | -- | -- |
| 1.   | Massese   | 8  | 4 | 4 | 0 | 0 | 8  | 2  | +6 |
| 2.   | Prato     | 4  | 4 | 1 | 2 | 1 | 3  | 3  | 0  |
| 3.   | Pistoiese | 4  | 4 | 1 | 2 | 1 | 1  | 2  | -1 |
| 4.   | Carrarese | 3  | 4 | 0 | 3 | 1 | 1  | 2  | -1 |
| 5.   | Viareggio | 1  | 4 | 0 | 1 | 3 | 1  | 5  | -4 |

##### Girone H
|                    | CEC  | MOB  | POG  | PON  | SIE  |
| ------------------ | ---- | ---- | ---- | ---- | ---- |
| Cecina             | –––– | 0-0  | N.D. | 0-0  | N.D. |
| Mobilieri Ponsacco | N.D. | –––– | 0-1  | N.D. | 1-1  |
| Poggibonsi         | 0-0  | N.D. | –––– | N.D. | 2-0  |
| Pontedera          | N.D. | 2-2  | 3-1  | –––– | N.D. |
| Siena              | 3-0  | N.D. | N.D. | 1-0  | –––– |

| Pos. | Squadra    | Pt | G | V | N | P | GF | GS | DR |
| ---- | ---------- | -- | - | - | - | - | -- | -- | -- |
| 1.   | Siena      | 5  | 4 | 2 | 1 | 1 | 5  | 3  | +2 |
| 2.   | Poggibonsi | 5  | 4 | 2 | 1 | 1 | 4  | 3  | +1 |
| 3.   | Pontedera  | 4  | 4 | 1 | 2 | 1 | 5  | 4  | +1 |
| 4.   | Ponsacco   | 3  | 4 | 0 | 3 | 1 | 3  | 4  | -1 |
| 5.   | Cecina     | 3  | 4 | 0 | 3 | 1 | 0  | 3  | -3 |

##### Girone I
|             | ARE  | FAN  | GUB  | MON  | VIS  |
| ----------- | ---- | ---- | ---- | ---- | ---- |
| Arezzo      | –––– | 0-0  | N.D. | 2-0  | N.D. |
| Fano        | N.D. | –––– | 0-1  | N.D. | 1-1  |
| Gubbio      | 1-1  | N.D. | –––– | 1-1  | N.D. |
| Montevarchi | N.D. | 2-1  | N.D. | –––– | 1-3  |
| Vis Pesaro  | 2-3  | N.D. | 2-2  | N.D. | –––– |

| Pos. | Squadra     | Pt | G | V | N | P | GF | GS | DR |
| ---- | ----------- | -- | - | - | - | - | -- | -- | -- |
| 1.   | Arezzo      | 6  | 4 | 2 | 2 | 0 | 6  | 3  | +3 |
| 2.   | Gubbio      | 5  | 4 | 1 | 3 | 0 | 5  | 4  | +1 |
| 3.   | Vis Pesaro  | 4  | 4 | 1 | 2 | 1 | 8  | 7  | +1 |
| 4.   | Montevarchi | 3  | 4 | 1 | 1 | 2 | 4  | 7  | -3 |
| 5.   | Fano        | 2  | 4 | 0 | 2 | 2 | 2  | 4  | -2 |

##### Girone L
|                | CIV  | GIU  | SAM  | TRM  | TRN  |
| -------------- | ---- | ---- | ---- | ---- | ---- |
| Civitanovese   | –––– | N.D. | 0-2  | 3-1  | N.D. |
| Giulianova     | 1-3  | –––– | N.D. | 2-1  | N.D. |
| Sambenedettese | N.D. | 2-1  | –––– | N.D. | 2-0  |
| Teramo         | N.D. | N.D. | 1-2  | –––– | 2-0  |
| Ternana        | 2-0  | 0-2  | N.D. | N.D. | –––– |

| Pos. | Squadra        | Pt | G | V | N | P | GF | GS | DR |
| ---- | -------------- | -- | - | - | - | - | -- | -- | -- |
| 1.   | Sambenedettese | 8  | 4 | 4 | 0 | 0 | 8  | 2  | +6 |
| 2.   | Civitanovese   | 4  | 4 | 2 | 0 | 2 | 6  | 6  | 0  |
| 3.   | Giulianova     | 4  | 4 | 2 | 0 | 2 | 6  | 6  | 0  |
| 4.   | Teramo         | 2  | 4 | 1 | 0 | 3 | 5  | 7  | -2 |
| 5.   | Ternana        | 2  | 4 | 1 | 0 | 3 | 2  | 6  | -4 |

##### Girone M
|                  | CAS  | CHI  | FRA  | LAN  | VAS  |
| ---------------- | ---- | ---- | ---- | ---- | ---- |
| Castel di Sangro | –––– | 1-1  | N.D. | N.D. | 1-0  |
| Chieti           | N.D. | –––– | 3-0  | N.D. | 0-1  |
| Francavilla      | 2-2  | N.D. | –––– | 1-0  | N.D. |
| Lanciano         | 2-2  | 3-0  | N.D. | –––– | N.D. |
| Vastese          | N.D. | N.D. | 1-1  | 2-0  | –––– |

| Pos. | Squadra          | Pt | G | V | N | P | GF | GS | DR |
| ---- | ---------------- | -- | - | - | - | - | -- | -- | -- |
| 1.   | Pro Vasto        | 5  | 4 | 2 | 1 | 1 | 4  | 2  | +2 |
| 2.   | Castel di Sangro | 5  | 4 | 1 | 3 | 0 | 6  | 5  | +1 |
| 3.   | Francavilla      | 4  | 4 | 1 | 2 | 1 | 4  | 6  | -2 |
| 4.   | Lanciano         | 3  | 4 | 1 | 1 | 2 | 5  | 5  | 0  |
| 5.   | Chieti           | 3  | 4 | 1 | 1 | 2 | 4  | 5  | -1 |

##### Girone N
|           | AST  | CER  | LOD  | OLB  | TEM  |
| --------- | ---- | ---- | ---- | ---- | ---- |
| Astrea    | –––– | 1-1  | 0-0  | N.D. | N.D. |
| Cerveteri | N.D. | –––– | 1-1  | N.D. | 1-1  |
| Lodigiani | N.D. | N.D. | –––– | 2-0  | 0-0  |
| Olbia     | 0-1  | 0-1  | N.D. | –––– | N.D. |
| Tempio    | 3-0  | N.D. | N.D. | 0-1  | –––– |

| Pos. | Squadra   | Pt | G | V | N | P | GF | GS | DR |
| ---- | --------- | -- | - | - | - | - | -- | -- | -- |
| 1.   | Lodigiani | 5  | 4 | 1 | 3 | 0 | 3  | 1  | +2 |
| 2.   | Cerveteri | 5  | 4 | 1 | 3 | 0 | 4  | 3  | +1 |
| 3.   | Tempio    | 4  | 4 | 1 | 2 | 1 | 4  | 2  | +2 |
| 4.   | Astrea    | 4  | 4 | 1 | 2 | 1 | 2  | 4  | -2 |
| 5.   | Olbia     | 2  | 4 | 1 | 0 | 3 | 1  | 4  | -3 |

##### Girone O
|                    | AVE  | CAM  | FOR  | ISC  | LAT  |
| ------------------ | ---- | ---- | ---- | ---- | ---- |
| Avezzano           | –––– | N.D. | N.D. | 2-1  | 0-0  |
| Campania-Puteolana | 0-2  | –––– | 0-1  | N.D. | N.D. |
| Formia             | 2-3  | N.D. | –––– | 1-2  | N.D. |
| Ischia Isolaverde  | N.D. | 5-0  | N.D. | –––– | 3-0  |
| Latina             | N.D. | 7-0  | 1-0  | N.D. | –––– |

| Pos. | Squadra            | Pt | G | V | N | P | GF | GS | DR  |
| ---- | ------------------ | -- | - | - | - | - | -- | -- | --- |
| 1.   | Avezzano           | 7  | 4 | 3 | 1 | 0 | 7  | 3  | +4  |
| 2.   | Ischia Isolaverde  | 6  | 4 | 3 | 0 | 1 | 11 | 3  | +8  |
| 3.   | Latina             | 5  | 4 | 2 | 1 | 1 | 8  | 3  | +5  |
| 4.   | Formia             | 2  | 4 | 1 | 0 | 3 | 4  | 6  | -2  |
| 5.   | Campania Puteolana | 0  | 4 | 0 | 0 | 4 | 0  | 15 | -15 |

##### Girone P
|               | JUV  | NOL  | SAN  | SAV  | TUR  |
| ------------- | ---- | ---- | ---- | ---- | ---- |
| Juve Stabia   | –––– | N.D. | 0-2  | 0-2  | N.D. |
| Nola          | 2-0  | –––– | N.D. | N.D. | 2-1  |
| Sangiuseppese | N.D. | 1-1  | –––– | N.D. | 1-1  |
| Savoia        | N.D. | 0-0  | 3-1  | –––– | N.D. |
| Turris        | 2-0  | N.D. | N.D. | 2-2  | –––– |

| Pos. | Squadra       | Pt | G | V | N | P | GF | GS | DR |
| ---- | ------------- | -- | - | - | - | - | -- | -- | -- |
| 1.   | Savoia        | 6  | 4 | 3 | 0 | 1 | 7  | 3  | +4 |
| 2.   | Nola          | 6  | 4 | 2 | 2 | 0 | 5  | 2  | +3 |
| 3.   | Turris        | 4  | 4 | 1 | 2 | 1 | 6  | 5  | +1 |
| 4.   | Sangiuseppese | 4  | 4 | 1 | 2 | 1 | 5  | 5  | 0  |
| 5.   | Juve Stabia   | 0  | 4 | 0 | 0 | 4 | 0  | 8  | -8 |

##### Girone Q
|               | BAT  | CAT  | MAT  | POT  | VIG  |
| ------------- | ---- | ---- | ---- | ---- | ---- |
| Battipagliese | –––– | 1-0  | N.D. | N.D. | 2-1  |
| Catanzaro     | N.D. | –––– | 0-0  | 1-0  | N.D. |
| Matera        | 1-0  | N.D. | –––– | 0-0  | N.D. |
| Potenza       | 0-1  | N.D. | N.D. | –––– | 1-1  |
| Vigor Lamezia | N.D. | 0-0  | 1-1  | N.D. | –––– |

| Pos. | Squadra       | Pt | G | V | N | P | GF | GS | DR |
| ---- | ------------- | -- | - | - | - | - | -- | -- | -- |
| 1.   | Battipagliese | 6  | 4 | 3 | 0 | 1 | 4  | 2  | +2 |
| 2.   | Matera        | 5  | 4 | 1 | 3 | 0 | 2  | 1  | +1 |
| 3.   | Catanzaro     | 4  | 4 | 1 | 2 | 1 | 1  | 1  | 0  |
| 4.   | Vigor Lamezia | 3  | 4 | 0 | 3 | 1 | 3  | 4  | -1 |
| 5.   | Potenza       | 2  | 4 | 0 | 2 | 2 | 1  | 3  | -2 |

##### Girone R
|           | ALT  | BIS  | MOL  | MON  | TRA  |
| --------- | ---- | ---- | ---- | ---- | ---- |
| Altamura  | –––– | 2-1  | N.D. | 0-0  | N.D. |
| Bisceglie | N.D. | –––– | 0-0  | N.D. | 0-3  |
| Molfetta  | 2-1  | N.D. | –––– | 1-1  | N.D. |
| Monopoli  | N.D. | 0-0  | N.D. | –––– | 0-0  |
| Trani     | 2-0  | N.D. | 1-1  | N.D. | –––– |

| Pos. | Squadra      | Pt | G | V | N | P | GF | GS | DR |
| ---- | ------------ | -- | - | - | - | - | -- | -- | -- |
| 1.   | Soccer Trani | 6  | 4 | 2 | 2 | 0 | 6  | 1  | +5 |
| 2.   | Molfetta     | 5  | 4 | 1 | 3 | 0 | 4  | 3  | +1 |
| 3.   | Monopoli     | 4  | 4 | 0 | 4 | 0 | 1  | 1  | 0  |
| 4.   | Altamura     | 3  | 4 | 1 | 1 | 2 | 3  | 5  | -2 |
| 5.   | Bisceglie    | 2  | 4 | 0 | 2 | 2 | 1  | 5  | -4 |

##### Girone S
|          | ACI  | CAT  | GIA  | LEO  | LIC  | SIR  |
| -------- | ---- | ---- | ---- | ---- | ---- | ---- |
| Acireale | –––– | N.D. | 1-0  | 1-1  | N.D. | N.D. |
| Catania  | 1-4  | –––– | N.D. | N.D. | 0-1  | N.D. |
| Giarre   | N.D. | 2-0  | –––– | N.D. | 3-0  | N.D. |
| Leonzio  | N.D. | 4-2  | 1-0  | –––– | N.D. | 0-6  |
| Licata   | 0-2  | N.D. | N.D. | 2-1  | –––– | 0-2  |
| Siracusa | 3-0  | 2-0  | 0-1  | N.D. | N.D. | –––– |

| Pos. | Squadra  | Pt | G | V | N | P | GF | GS | DR  |
| ---- | -------- | -- | - | - | - | - | -- | -- | --- |
| 1.   | Siracusa | 8  | 5 | 4 | 0 | 1 | 13 | 1  | +12 |
| 2.   | Acireale | 7  | 5 | 3 | 1 | 1 | 8  | 5  | +3  |
| 3.   | Giarre   | 6  | 5 | 3 | 0 | 2 | 6  | 2  | +4  |
| 4.   | Leonzio  | 5  | 5 | 2 | 1 | 2 | 7  | 11 | -4  |
| 5.   | Licata   | 4  | 5 | 2 | 0 | 3 | 3  | 8  | -5  |
| 6.   | Catania  | 0  | 5 | 0 | 0 | 5 | 3  | 13 | -10 |

### Fase finale
Alle ventidue squadre che avevano superato le eliminatorie furono aggregate le dieci che avevano preso parte alla prima fase della Coppa Italia 1991-1992.

#### Sedicesimi di finale
Le gare si disputarono tra il 20 novembre e l'11 dicembre 1991.
| Squadra 1      | Totale | Squadra 2         | Andata | Ritorno         |
| -------------- | ------ | ----------------- | ------ | --------------- |
| Acireale       | 1 - 1  | Casarano          | 1 - 1  | 0 - 0 (1-4 dcr) |
| Barletta       | 3 - 4  | Soccer Trani      | 2 - 1  | 1 - 3           |
| Battipagliese  | 2 - 2  | Salernitana       | 2 - 1  | 0 - 1 (2-1 dcr) |
| Como           | 0 - 1  | Varese            | 0 - 0  | 0 - 1           |
| Empoli         | 1 - 0  | Alessandria       | 0 - 0  | 1 - 0           |
| Fidelis Andria | 1 - 0  | Savoia            | 0 - 0  | 1 - 0           |
| Lodigiani      | 1 - 2  | Ischia Isolaverde | 0 - 0  | 1 - 2           |
| Massese        | 1 - 0  | Spezia            | 1 - 0  | 0 - 0           |
| Monza          | 2 - 1  | Lecco             | 0 - 0  | 2 - 1           |
| Nola           | 2 - 1  | Avezzano          | 0 - 1  | 2 - 0           |
| Ravenna        | 5 - 3  | Arezzo            | 2 - 1  | 3 - 2           |
| Reggina        | 2 - 1  | Siracusa          | 2 - 0  | 0 - 1           |
| Siena          | 1 - 1  | Perugia           | 1 - 0  | 0 - 1 (6-6 dcr) |
| Suzzara        | 4 - 5  | SPAL              | 2 - 2  | 2 - 3           |
| Trento         | 0 - 1  | Triestina         | 0 - 0  | 0 - 1           |
| Pro Vasto      | 1 - 2  | Sambenedettese    | 0 - 1  | 1 - 1           |

#### Ottavi di finale
Le gare si disputarono tra il 9 gennaio ed il 2 febbraio 1992.
| Squadra 1      | Totale | Squadra 2         | Andata | Ritorno         |
| -------------- | ------ | ----------------- | ------ | --------------- |
| Empoli         | 0 - 1  | Massese           | 0 - 0  | 0 - 1           |
| Fidelis Andria | 3 - 0  | Battipagliese     | 0 - 0  | 3 - 0           |
| Nola           | 0 - 1  | Ischia Isolaverde | 0 - 0  | 0 - 1           |
| Ravenna        | 2 - 2  | Siena             | 1 - 2  | 1 - 0 (5-5 dcr) |
| Reggina        | 1 - 2  | Casarano          | 0 - 1  | 1 - 1           |
| Soccer Trani   | 1 - 1  | Sambenedettese    | 0 - 0  | 1 - 1 (4-5 dcr) |
| Triestina      | 2 - 4  | SPAL              | 1 - 0  | 1 - 4           |
| Varese         | 2 - 0  | Monza             | 2 - 0  | 0 - 0           |

#### Quarti di finale
Le gare si disputarono il 26 e il 27 febbraio ed il 9 marzo 1992.
| Squadra 1         | Totale | Squadra 2      | Andata | Ritorno |
| ----------------- | ------ | -------------- | ------ | ------- |
| Casarano          | 2 - 4  | Varese         | 1 - 2  | 1 - 2   |
| Ischia Isolaverde | 1 - 3  | Massese        | 1 - 1  | 0 - 2   |
| Siena             | 2 - 1  | Fidelis Andria | 2 - 1  | 0 - 0   |
| SPAL              | 1 - 3  | Sambenedettese | 1 - 0  | 0 - 3   |

#### Semifinali
Le gare si disputarono tra il 31 marzo ed il 13 aprile 1992.
| Squadra 1 | Totale | Squadra 2      | Andata | Ritorno     |
| --------- | ------ | -------------- | ------ | ----------- |
| Siena     | 4 - 2  | Massese        | 3 - 0  | 1 - 2       |
| Varese    | 3 - 5  | Sambenedettese | 1 - 2  | 2 - 3 (dts) |

#### Finali
| Squadra 1 | Totale | Squadra 2      | Andata | Ritorno |
| --------- | ------ | -------------- | ------ | ------- |
| Siena     | 2 - 3  | Sambenedettese | 1 - 1  | 1 - 2   |

| Arbitro: | Fiori (Ravenna) |

|              |           |                   |
| Callegari 2’ | Marcatori | 80’ Di Giannatale |

| Arbitro: | Rausa (Cosenza) |

|                         |           |                      |
| Piccioni 16’ Minuti 86’ | Marcatori | 62’ (rig.) Ceccaroni |